# Алкотестер

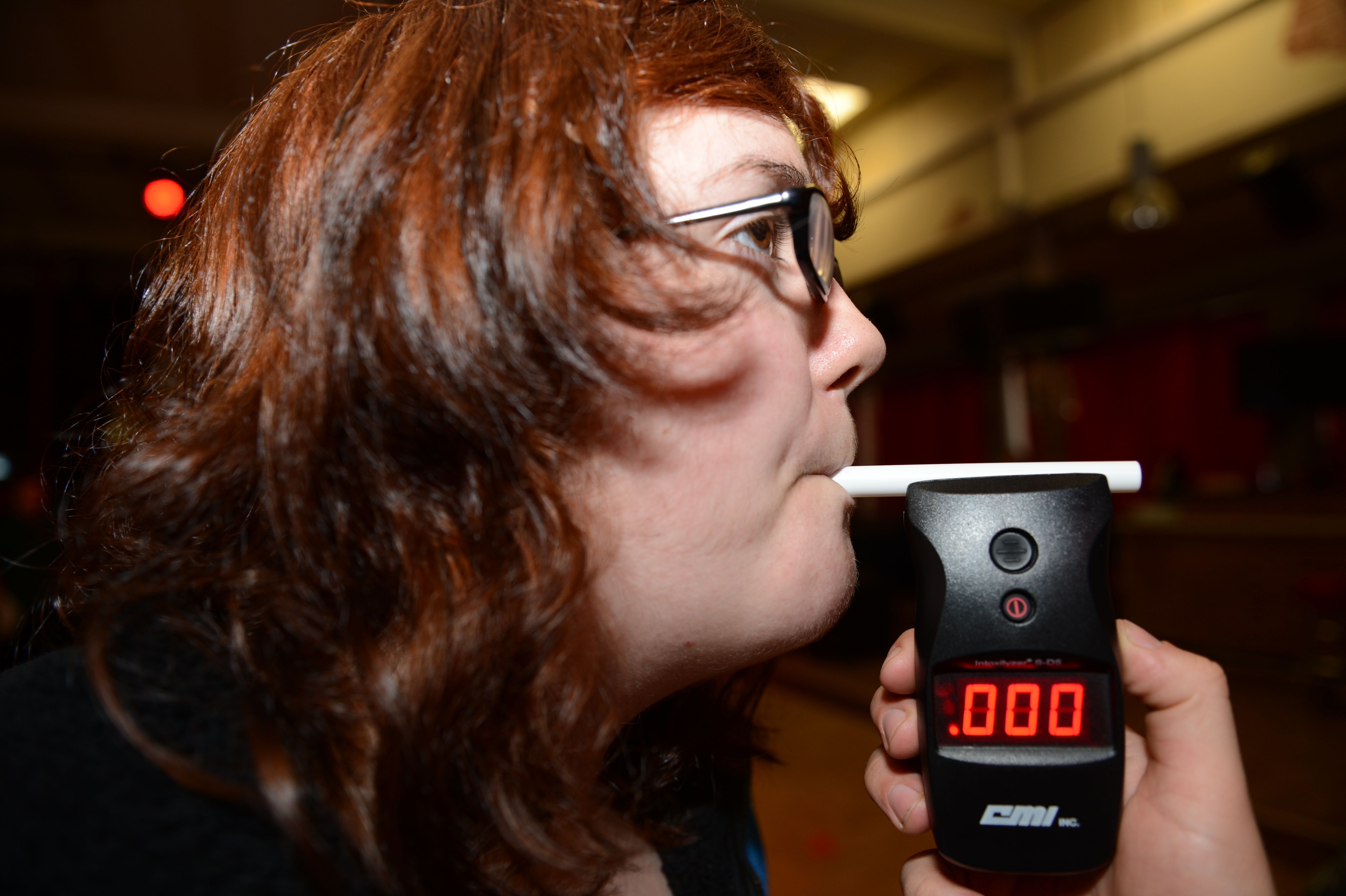
Алкотестер

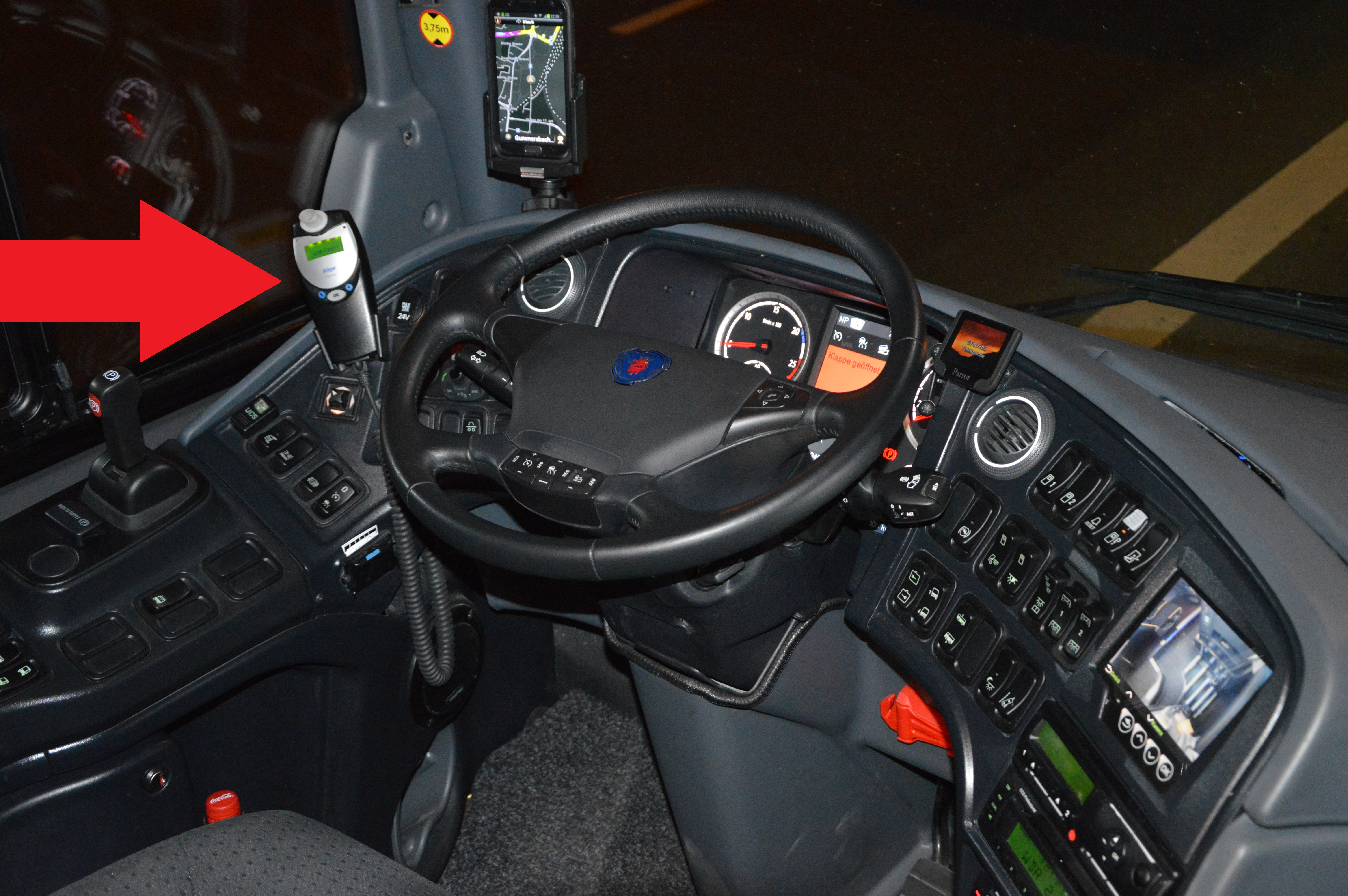
Встроенный в автомобиль алкотестер (алкогольный замок)

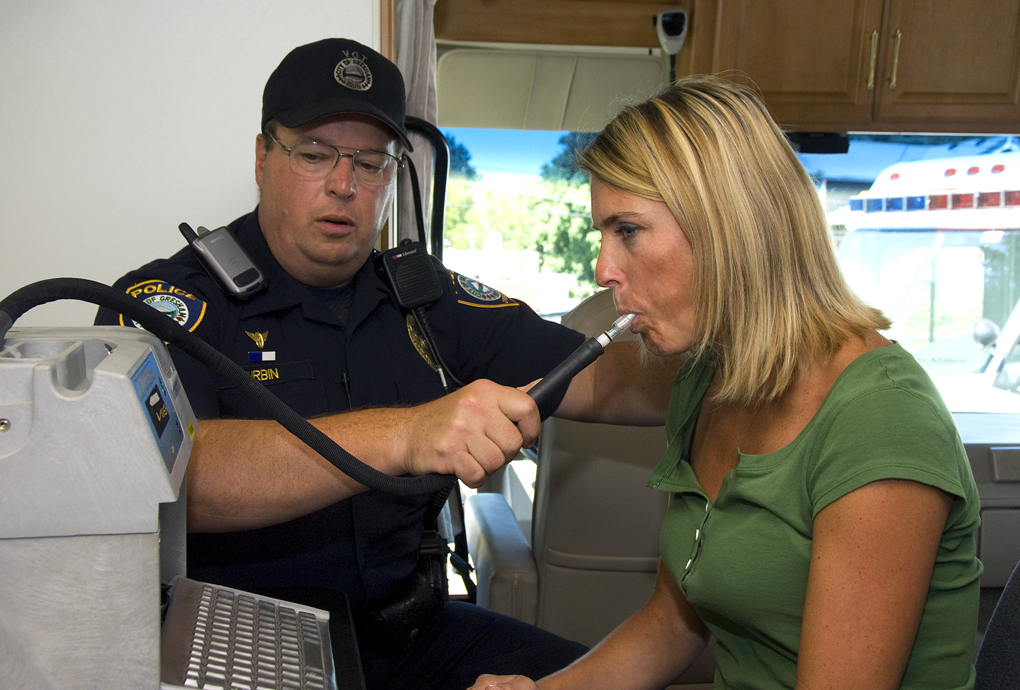
Полицейский проверяет женщину алкотестером

Алкотестер (анализатор дыхания, алкометр, алкомер) — средство измерений, предназначенное для измерения концентрации алкоголя в выдыхаемом человеком воздухе или в крови человека по выдыхаемому воздуху. Его погрешность нормирована, он подлежит метрологической поверке.

## История
Первые образцы алкотестеров появились в начале 1930-х годов в США и могли лишь показывать факт наличия алкоголя в крови, определять количество были ещё не в состоянии.
Регулярно они начали использоваться полицией с 1939 года, однако возможности их стали приближаться к современным только через несколько десятилетий.
Первая «дыхательная трубка» была запатентована немецкой фирмой Dräger в 1953 году.

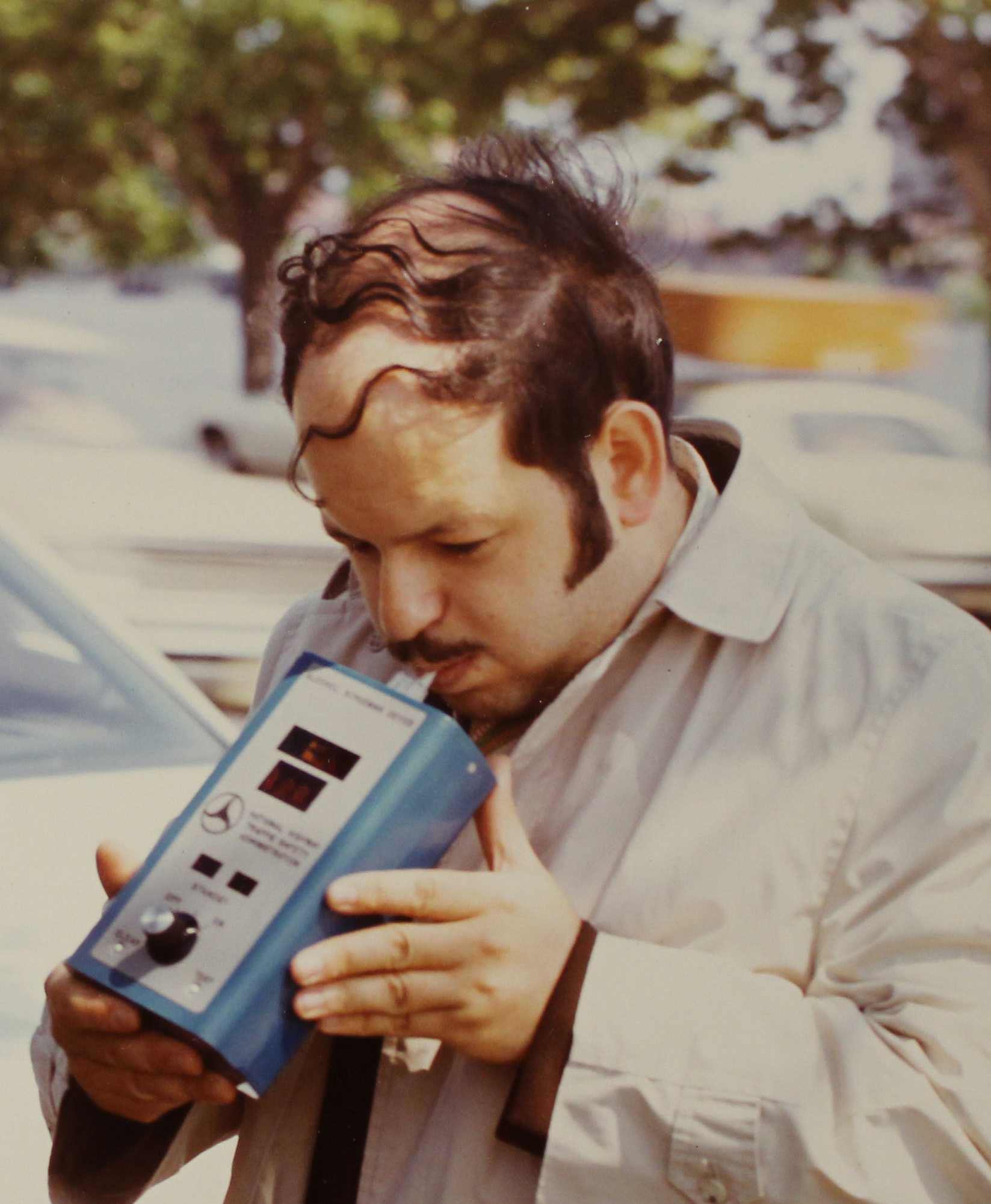
Проверка электронным алкотестером, 1972 год

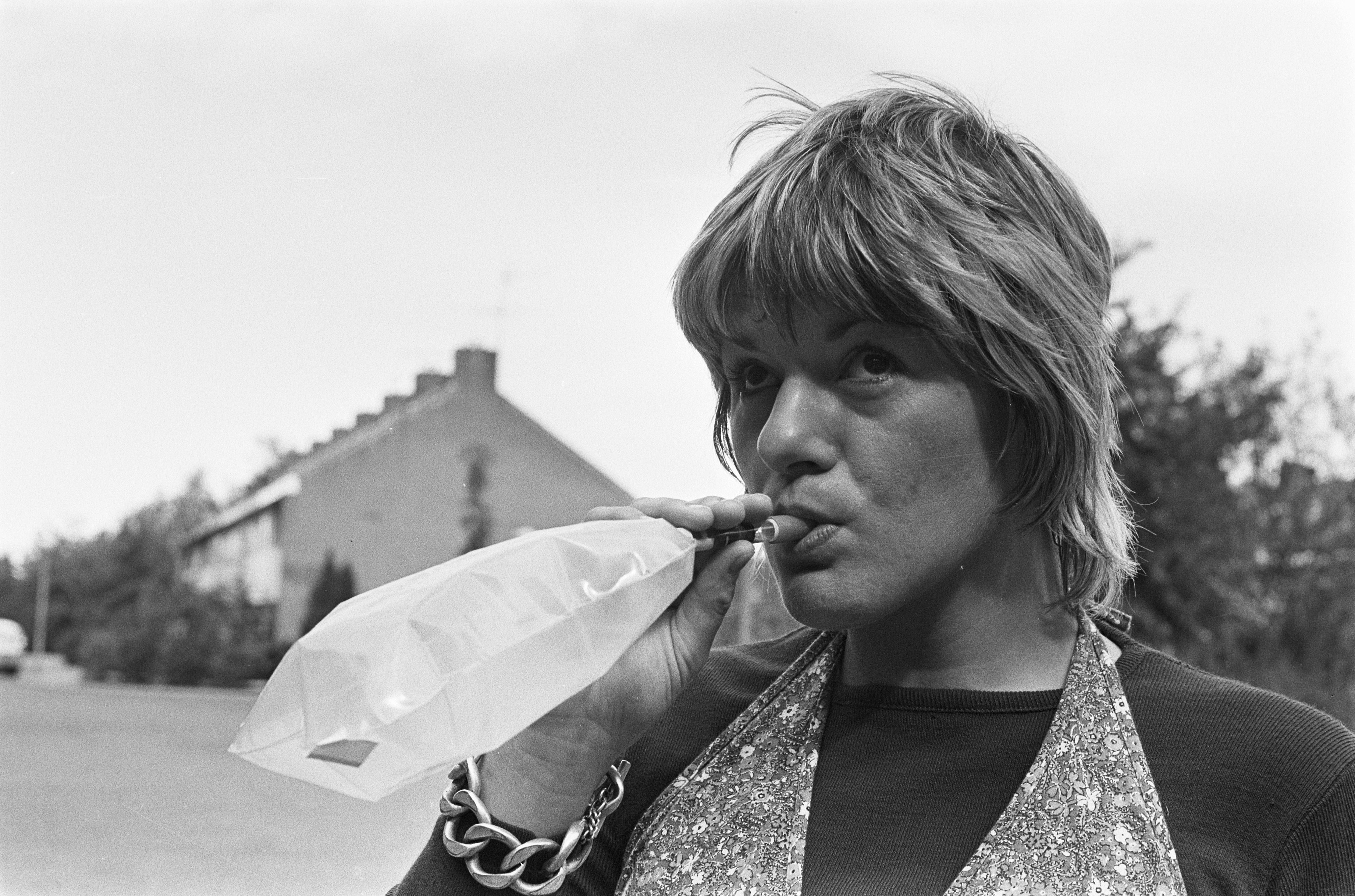
Дыхательная трубка (пакет с трубкой), 1974 год

В СССР проверять водителей транспортных средств на предмет содержания алкоголя начали с 1960-х годов. Для этого использовались так называемые трубки Мохова-Шинкаренко. При вдыхании в эту трубку паров алкоголя её содержимое меняло цвет с жёлтого на зелёный. Применялась также и проба Раппопорта, когда в пробирку с калием с выдыхаемым водителем воздухом, содержащим углекислый газ, капали марганцовку. Если спирт в выдыхаемом воздухе содержался, то калий обесцвечивался. Однако оба метода не показывали количества промилле алкоголя в крови.
Электронные алкотестеры в СССР начали появляться c конца 1980-х.

## Применение
Приборы широко используются для контроля трезвости на предприятиях и для предрейсовых проверок водителей. Если алкометр имеет удостоверение Министерства здравоохранения, то это свидетельствует о том, что он может применяться в медицинской практике на территории Российской Федерации. Для того, чтобы показания алкометра принимались в суде как доказательство, на него должен быть оформлен весь набор разрешительных документов, а именно: Сертификат соответствия, регистрационное удостоверение Министерства здравоохранения, а также Сертификат об утверждении типа средства измерений. Последний документ предполагает наличие действующего Свидетельства о поверке.
Профессиональные алкометры используются в сфере государственного регулирования обеспечения единства измерений, а именно: при осуществлении деятельности в области здравоохранения и выполнении работ по обеспечению безопасных условий и охраны труда. Например, в обязательном порядке требуется проводить с помощью алкометра официальные процедуры освидетельствования на состояние алкогольного опьянения (проводится сотрудником ГИБДД на дороге) и медицинского освидетельствования на состояние опьянения (проводится медицинским работником в медицинском кабинете или передвижном пункте медицинского освидетельствования, оборудованном на базе автомобильного фургона). Также алкометры должны применяться при предрейсовых, предсменных и послерейсовых послесменных осмотрах водителей транспортных средств для выявления факта употребления алкоголя или наличия алкогольного опьянения, а также в том случае, если нужно обеспечить доказательность результатов контроля трезвости водителей в суде.

## Классификация алкотестеров
Алкотестеры делятся (это подразделение идёт на основе количества ежедневных тестов, на которое рассчитан прибор) на четыре основные группы:
- профессиональные;
- специальные;
- индивидуальные (персональные);
- индикаторы;

Главное отличие алкотестера от индикатора, на котором есть просто лампочки — наличие дисплея, который показывает точность показания (в основном в цифровом отображении), более современные приборы способны отображать результат с точностью до сотых долей, без округления до целого числа.

## Классификация алкометров по типу датчика
Датчик алкоголя — конструктивно обособленный первичный измерительный преобразователь, воспринимающий внешнее воздействие, в рассматриваемом нами случае — присутствие молекул алкоголя в продуваемом через датчик воздухе, — и преобразующий его в сигнал измерительной информации, удобный для передачи, обработки или регистрации.
По типу встроенного в прибор датчика выделяют три группы алкометров:
1. Алкометры с полупроводниковыми датчиками
2. Алкометры с электрохимическими датчиками
3. Алкометры с инфракрасными датчиками

### Алкометры с полупроводниковыми датчиками
Сразу же следует заметить, что данная группа алкометров крайне малочисленна ввиду нестабильности технических и метрологических характеристик приборов.
Принцип работы полупроводникового датчика. Полупроводниковый датчик представляет собой вещество с пористой кристаллической структурой, которое подобрано так, что при продувании выдыхаемого воздуха через датчик молекулы алкоголя сорбируются объёмом датчика и меняют проводимость этого вещества. Меняется электрический ток через датчик, и внешне это выглядит как изменение цифры на дисплее прибора или отклонение стрелки, или свечение определённого индикатора. Недостаток этих датчиков в том, что, кроме молекул алкоголя, в их объёме могут сорбироваться другие маломолекулярные соединения органических веществ, похожие по структуре и размерам на молекулы алкоголя, например, аммиак, сероводород, кетоновые тела.
Свойства полупроводникового датчика:
1. Низкая избирательность по отношению к этанолу;
2. Низкая стабильность (требует частой регулировки);
3. Показания сильно зависят от температуры окружающей среды;
4. Низкое быстродействие.

### Алкометры с электрохимическими датчиками
Подавляющее большинство профессиональных алкометров сегодня относится именно к этой большой группе.
Принцип работы электрохимического датчика. Электрохимический датчик представляет собой электрохимическую ячейку с двумя платиновыми электродами, на аноде которой осажден катализатор, специфичный по отношению к этанолу. В присутствии этого катализатора именно алкоголь вступает в окислительно-восстановительную реакцию с выделением свободных электронов.
В отношении этих датчиков существует известное заблуждение, что они требуют замены с регулярностью в один год. Это не так. На самом деле, они исправно служат 5 — 7 лет, так как катализатор при реакции присутствует, но не затрачивается.
Свойства электрохимического датчика:
1. Высокая избирательность по отношению к этанолу. Специфичность; высокая чувствительность; точность;
2. Высокая стабильность. Большинство приборов с электрохимическими датчиками имеет межповерочный интервал не менее одного года;
3. Мало зависят от температуры окружающего воздуха;
4. Высокое быстродействие.

### Алкометры с инфракрасными датчиками
Принцип работы инфракрасного датчика. Приборы используют принцип поглощения инфракрасного излучения парами алкоголя. Это спектрофотометры, настроенные на определённую длину волны поглощения. Современные приборы данного типа анализируют поглощение инфракрасного спектра сразу на двух волнах, что обеспечивает высокую точность измерений и хорошую селективность анализа.
Свойства инфракрасного датчика:
1. Абсолютная избирательность по отношению к этанолу;
2. Высокая стабильность;
3. Показания сильно зависят от температуры окружающей среды. Приборы с инфракрасными датчиками применяются в основном в лабораторных условиях, в крайнем случае — в передвижном пункте медицинского освидетельствования, оборудованном на базе автомобильного фургона, потому что для него так же установлены определённые требования к температуре окружающего воздуха;
4. Длительное время анализа. Это стационарный прибор для лабораторных условий. Прогрев перед началом работы длится порядка 20 минут. Затем каждая процедура измерения занимает до 10 минут.

### Профессиональные алкотестеры
Эти модели рассчитаны минимум на 150 тестов в день (обычно — 250—300). У большинства профессиональных алкотестеров — электрохимический сенсор или нанотехнологичный датчик, основанный на оптико-физическом взаимодействии паров этанола с инфракрасным излучением. Погрешность определения — 0,01 промилле. Используются такие приборы при проверке работников на крупных предприятиях или для контроля на дорогах. К ним обычно можно докупить специальный принтер, позволяющий выводить на бумаге результаты теста.
В большинстве случаев такие приборы правильней называть алкометрами (хотя по сути алкотестер и алкометр — это синонимы).

### Специальные алкотестеры
Рассчитаны на чуть большее количество применений, нежели персональные модели (5-30 ежедневных тестов). Могут иметь как полупроводниковый, так и электрохимический сенсор. Обычно используются для контроля на малых предприятиях и в дорожной полиции ряда стран. Некоторые из моделей имеют регистрационное удостоверение, которое подтверждает, что данное изделие медицинского назначения (изделие медицинской техники) разрешено использовать в медицинской практике.

### Клубные алкотестеры
Это стационарные приборы, по сути, являются профессиональными моделями, но относятся к разряду специальных. Популярны во многих странах мира и нашли широкое применение в барах, ресторанах, ночных клубах, казино, а также в других местах досуга и отдыха. Оплатив услугу (опустив монету или жетон в монетоприемник) и продув в отверстие прибора определённую порцию воздуха, можно узнать степень своего опьянения.
Для продувания применяются одноразовые мундштуки, что обеспечивает соблюдение гигиенических требований. Комплектуется мультимонетоприемником, который может принимать монеты разного достоинства (дополнительно могут комплектоваться купюроприемником). Алкотестеры подобного типа размещаются в местах с хорошей посещаемостью, поэтому надёжно защищены металлическим корпусом, и надёжно защитят подвыпивших клиентов развлекательного заведения от массы неприятностей, если только они проявят благоразумие и не сядут за руль при показаниях прибора больше допустимой нормы (см. тж. Алкозамок).

### Индивидуальные алкотестеры
Этот класс приборов предназначен в первую очередь для самоконтроля. Если проводить в день более одного-двух тестов, то сенсор быстро выйдет из строя. Работают, как правило, только от батареек и не рассчитаны на работу в режиме продолжительного включения.
В данной категории часто встречаются модели без мундштука, что может снизить точность показаний, зато более удобно для обычного человека.

### Индикаторы
Это простейшие устройства с невысокой точностью для обнаружения алкоголя и следов употребления наркотических веществ в организме человека. Алкоголь определяется по выдыхаемому воздуху или по слюне, а наркотические вещества — по слюне и моче.

## Сенсоры для алкотестеров
Сенсор — это основная рабочая часть прибора, ответственная за точность и адекватность показаний. Именно с его износом связана необходимость калибровки алкотестера. Сенсоры бывают двух типов:
- электрохимические;
- полупроводниковые;

В профессиональных моделях используются только электрохимические и спектрофотометрические. Они наиболее точны и долговечны — служат на потоковой проверке от 6 месяцев до года без корректировки показаний.

### Профессиональные алкотестеры в России
На вооружении ГИБДД состоят следующие модели алкометров, одобренные и имеющие Удостоверение МЗСР — внесены в Реестр типа средств измерений (СИ) Госстандарта РФ: Росстандарт Федеральный информационный фонд по обеспечению единства измерений. Анализатор АКПЭ −01.01, Анализатор АКПЭ-01.01-01, Анализатор АКПЭ-01.01М, Анализатор АКПЭ-01.01М-01, Анализатор АКПЭ-01М, Анализатор АКПЭ-01М-01, Анализатор АКПЭ-01М-02, Анализатор АКПЭ-01М-03 (производится в России), Алкометр Alcotest Drager 5510, Алкометр Alcotest Drager 6820 (производится в Германии), Алкометр Динго Е-200 (производится в Корее), Алкотектор Юпитер, Юпитер-К, Юпитер-П (производится в России), Алкотектор PRO-100 touch-K, АЛКОТЕКТОР PRO-100 touch-M, Алкотектор Mark V|10|06|2017. Погрешность этих приборов составляет порядка 0,01 промилле.

## Бытовые алкотестеры
Помимо профессиональных алкотестеров, состоящих на вооружении ГИБДД, имеется большое количество более доступных моделей. Так как профессиональные модели стоят более 60 тыс. р., были разработаны их упрощенные модификации по низким ценам специально для самоконтроля автомобилистов. При цене от 1000 рублей они доступны людям с любым финансовым достатком. К сожалению, они не могут выступать в роли доказательства невиновности водителя, но позволяют сесть за руль со знанием того, что перед профессиональным алкотестером вы «чисты».

## Мундштуки
Мундштук для алкотестера — это небольшая пластмассовая трубка, вставляющаяся в прибор. Именно в неё нужно дуть. Зачастую к прибору подходят только мундштуки фирмы — производителя самого алкотестера.

## Калибровка алкотестера
В зависимости от модели, раз в определённый промежуток времени (обычно — через 200 использованный или от 3 до 6 месяцев) все алкотестеры должны проходить процесс калибровки — настройки сенсора. Калибровка проводится на специальных приборах — калибраторах. Проводят её обычно в специализированных сервис-центрах. Персональные алкометры нужно калибровать раз в два-три месяца.

## Применение алкотестера

### Россия
Для официальных проверок необходимо использовать приборы, имеющие Удостоверение МЗСР и внесённые в Реестр типа средств измерений (СИ) Госстандарта РФ (см. выше), и только их показания принимаются как доказательство в суде.
Результат теста в ГИБДД — ещё не юридический документ. Это просто проверка, но если у инспектора возникнут подозрения и он предложит пройти тестирование — водитель может отказаться от прохождения теста, но в этом случае сотрудник ДПС вправе предложить водителю проехать в медицинское учреждение и пройти там официальное освидетельствование.
С 1 сентября 2013 года вступил в силу закон, в рамках которого будет считаться допустимым уровень алкоголя менее 0,16 миллиграмма на один литр выдыхаемого воздуха. Закон подписан 23 июля 2013 года Президентом Российской федерации В. В. Путиным.
В связи с тем, что употребление алкоголя способствует росту несчастных случаев, аварий и др. на производстве, Фонд социального страхования компенсирует работодателям расходы на закупку алкотестеров. В 2014 г. на эти цели было выделено 11,2 млн руб.

## Анализатор дыхания

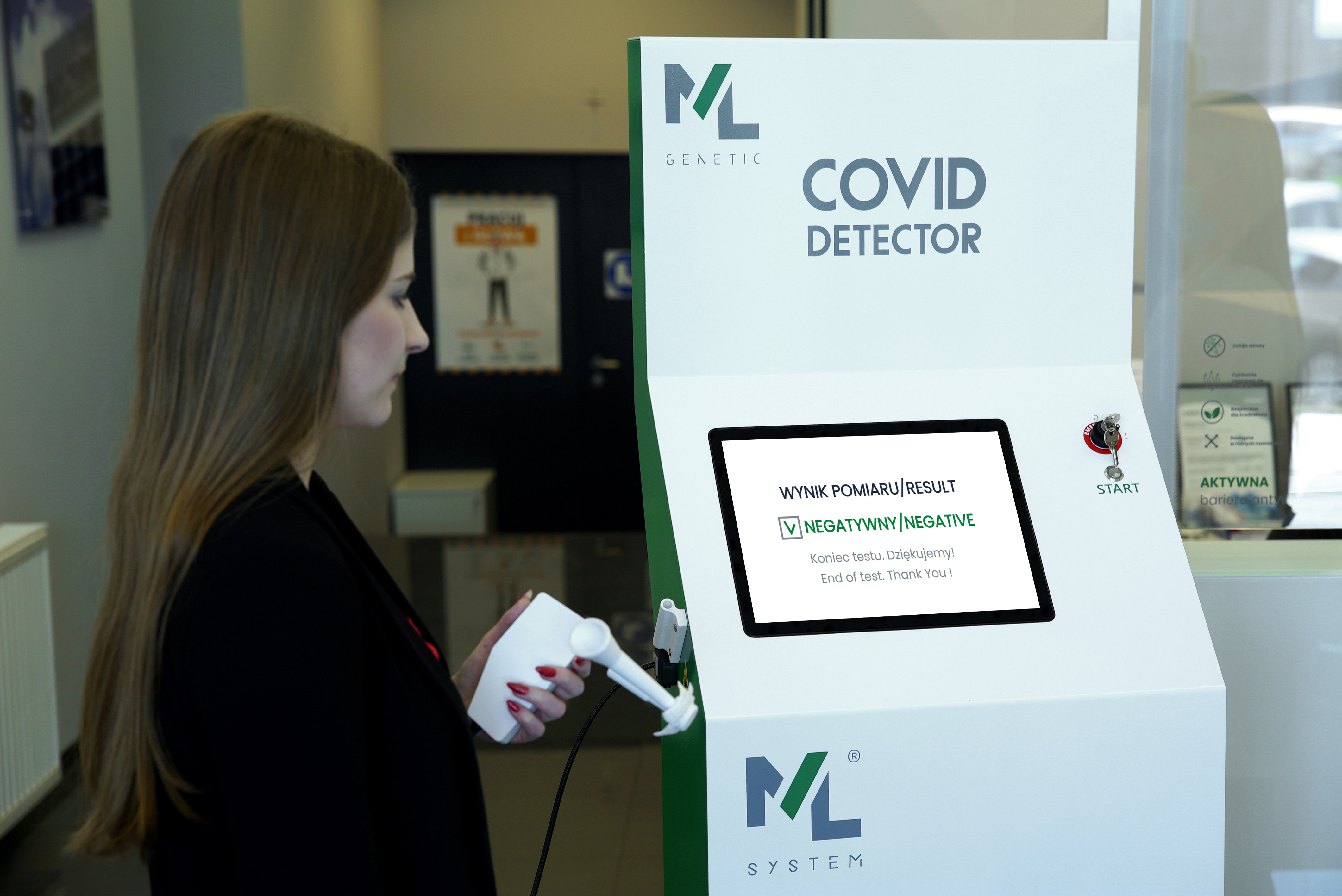
Анализатор дыхания для определения наличия коронавируса, Польша

На английском языке прибор называется breathalyzer (буквально «анализатор дыхания»), подобные приборы могут быть использованы для определения болезней, употребляет ли человек наркотики, курит ли сигареты и т. д.

## Разрешительные документы
На каждый алкометр должны быть определённые разрешительные документы:
- Сертификат соответствия или Сертификат безопасности

Сертификат соответствия или Сертификат безопасности говорит о том, что данное изделие безопасно, то есть при его эксплуатации нельзя получить удар электрическим током, его корпусные детали не производят раздражающего действия на кожные и слизистые покровы человека, и этот прибор не создает электромагнитных помех для окружающей техники.
Сертификат соответствия может выдаваться на определённый срок или быть бессрочным. Во втором случае в графе «действителен по» будет стоять прочерк. Это означает, что была выбрана другая схема сертификации, когда исследовалась партия приборов определённого размера. В данном случае сертификат действителен на определённое количество приборов.
Главное, чтобы на момент покупки прибора сертификат соответствия был действителен. Если он действителен на момент покупки, значит, по отношению к данному конкретному экземпляру прибора он будет действовать в течение всего периода своей эксплуатации.
- Регистрационное удостоверение Федеральной службы по надзору в сфере здравоохранения и социального развития

Регистрационное удостоверение Федеральной службы по надзору в сфере здравоохранения и социального развития (Росздравнадзора) выдаётся по результатам клинических испытаний и говорит о том, что данное изделие может применяться в медицинской практике на территории Российской Федерации.
До 2007 года Регистрационное удостоверение Росздравнадзора выдавалось сроком на десять лет. Начиная с 2007 года оно выдаётся без срока действия, и на нём так и написано — «бессрочное».
В отличие от Сертификата соответствия, если Регистрационное удостоверение Росздравнадзора было выдано на десять лет и закончило свой срок, а новые клинические испытания не проводились и новое Регистрационное удостоверение не оформлялось, то такой прибор нельзя больше применять в медицинских целях.
- Сертификат или Свидетельство об утверждении типа средства измерений

Этот Сертификат подтверждает, что прибор измеряет именно ту величину, на которую он заявлен, причем с заданной погрешностью. Если это алкометр, то он измеряет именно содержание алкоголя, а не других органических веществ, причем с известной погрешностью.
Когда оформляется Сертификат об утверждении типа средства измерений, из всей партии выпускаемых приборов берется определённое количество, проводятся испытания и выдаётся сертификат с описанием, в котором утверждается, что этот алкометр измеряет содержание алкоголя с допустимой погрешностью, например, относительной погрешностью 10 %.
В соответствии со статьей 19.19. Кодекса об административных нарушениях РФ, нельзя использовать средства измерений неутвержденного типа, то есть если на них не оформлен такой сертификат. Таким образом, в суде в качестве доказательства могут рассматриваться только показания приборов, имеющих Сертификат или Свидетельство об утверждении типа средства измерений.
- Свидетельство о метрологической поверке

В отличие от испытаний на утверждение типа средства измерений, поверка проводится по отношению к каждому конкретному экземпляру прибора. Перед продажей его проверяют на специальном оборудовании — образцовых генераторах воздушно-алкогольных смесей, — и государственный поверитель своей подписью и клеймом удостоверяет, что прибор измеряет содержание алкоголя и его погрешность соответствует тому описанию, которое приложено к Сертификату об утверждении типа средства измерений.
Каждый конкретный прибор проходит первичную (перед продажей, после ремонта или при ввозе по импорту) и периодическую (в эксплуатации или на хранении, через определённые межповерочные интервалы) метрологическую поверку, а не выборочно из партии. Первый межповерочный интервал устанавливается в описании типа средства измерений.
Свидетельство о метрологической поверке может существовать в двух видах. Если прибор новый, то в его паспорте ставится подпись госповерителя и его клеймо. Если прибор не первый раз предъявляется на поверку, то выдаётся Свидетельство о метрологической поверке на отдельном листе (там же ставится подпись и клеймо госповерителя).
В отличие от первых трёх документов, Свидетельство о метрологической поверке должно всегда присутствовать в оригинале. Копии не выдаются, и свидетельство не восстанавливается. Если Свидетельство о метрологической поверке утеряно, то другого способа получить Свидетельство, кроме как снова пройти поверку, нет.
В паспорте каждого алкометра написано, в течение какого срока действует на него поверка. Приборы ограниченного применения (приборы, имеющие Сертификаты соответствия, Регистрационные удостоверения Росздравнадзора, но не являющиеся средствами измерений) поверку не проходят.